# 2024年夏季奥林匹克运动会冲浪比赛
2024年夏季奥林匹克运动会冲浪比赛，是2024年夏季奥林匹克运动会的其中一个比赛大项，于2024年7月27日至30日在法属波利尼西亚塔希提岛泰阿胡波奥海滩进行，比赛设男子短板和女子短板两个小项。共有48名运动员（男女各24名）获得该比赛参赛资格，比上届比赛多出8人（含未上场参赛者）。比赛场馆与主办城市巴黎相距约15000公里，打破了距离主办城市最远的比赛场馆的记录。

## 场地
冲浪比赛在南太平洋法属波利尼西亚塔希提岛泰阿胡波奥沙滩举行。由于岛上的巨浪适合冲浪比赛，组委会决定在法国海外领地塔希提而非法国本土举行冲浪比赛。比赛场馆与主办城市巴黎相距约15000公里，打破了距离主办城市最远的比赛场馆的纪录。

## 参赛资格
國際衝浪協會计划在该大项上分配共计48个参赛名额（男女各24个），与上届相比增加8个。每个代表团在每个小项上最多可派出2名选手参赛（在2022年或2024年世界冲浪运动会某一性别上获得团体冠军的代表团，可在相应性别上争取第三个席位）。运动员欲获得参赛资格必须符合奥林匹克宪章以及国际冲浪协会的相关规定。
| 资格来源                                                          | 出线资格                    | 出线名额                         | 男子                                                    | 女子                                                          | 备注 |
| ----------------------------------------------------------------- | --------------------------- | -------------------------------- | ------------------------------------------------------- | ------------------------------------------------------------- | --- |
| 主辦國 · 2017年9月13日 · 秘魯利马                                 | 不適用                      | 0個男子參賽名額 0個女子參賽名額  | —                                                       | —                                                             | 如果主办国未能通过其他途径获得某个小项席位，该国可在资格赛全部结束后自动在该小项上获得一个席位。 空出的主办国名额会按照2024年世界冲浪运动会对应性别短板项目的个人排名递补。                                                    |
| 2022年世界冲浪运动会 · 2022年9月16日至24日 · 美国亨廷頓比奇       | 团体首名                    | 1個男子參賽名額 1個女子參賽名額  | 日本                                                    | 美国                                                          | 在2022年世界冲浪运动会取得某性别团体冠军的代表团可在相应性别上最多派出3名选手参赛。 空出的名额会按照排名递补。 |
| 2023年世界冲浪联赛 2023年1月29日至9月15日 各地                    | 男子前10名 女子前8名        | 10個男子參賽名額 8個女子參賽名額 | 巴西 · 美国 · 巴西 · 美国 · 意大利 · 日本 · 南非 · 南非 | 美国 · 美国 · 巴西 · 法国 · 哥斯达黎加 · 葡萄牙               | 空出的名额会按照排名递补。 |
| 2023年世界冲浪运动会 · 2023年5月30日至6月7日 · 薩爾瓦多拉利伯塔德 | 非洲区首名                  | 1個男子參賽名額 1個女子參賽名額  | 墨西哥                                                  | 南非                                                          | 2024年世界冲浪运动会结束后，在对应小项大洲资格赛中排名最高的未满额代表团会获得一个名额。 空出的名额会按照同一赛事排名递补给同一大洲区的代表团。 如果同一大洲区无法再分配名额，则按照同一赛事的排名递补分配给不同大洲的代表团。 |
| 2023年世界冲浪运动会 · 2023年5月30日至6月7日 · 薩爾瓦多拉利伯塔德 | 亚洲区首名                  | 1個男子參賽名額 1個女子參賽名額  | 日本                                                    | 日本                                                          | 2024年世界冲浪运动会结束后，在对应小项大洲资格赛中排名最高的未满额代表团会获得一个名额。 空出的名额会按照同一赛事排名递补给同一大洲区的代表团。 如果同一大洲区无法再分配名额，则按照同一赛事的排名递补分配给不同大洲的代表团。 |
| 2023年世界冲浪运动会 · 2023年5月30日至6月7日 · 薩爾瓦多拉利伯塔德 | 欧洲区首名                  | 1個男子參賽名額 1個女子參賽名額  | 法国                                                    | 法国                                                          | 2024年世界冲浪运动会结束后，在对应小项大洲资格赛中排名最高的未满额代表团会获得一个名额。 空出的名额会按照同一赛事排名递补给同一大洲区的代表团。 如果同一大洲区无法再分配名额，则按照同一赛事的排名递补分配给不同大洲的代表团。 |
| 2023年世界冲浪运动会 · 2023年5月30日至6月7日 · 薩爾瓦多拉利伯塔德 | 大洋洲区首名                | 1個男子參賽名額 1個女子參賽名額  | 新西兰                                                  | 新西兰                                                        | 2024年世界冲浪运动会结束后，在对应小项大洲资格赛中排名最高的未满额代表团会获得一个名额。 空出的名额会按照同一赛事排名递补给同一大洲区的代表团。 如果同一大洲区无法再分配名额，则按照同一赛事的排名递补分配给不同大洲的代表团。 |
| 2023年泛美運動會 · 2023年10月20日至11月5日 · 智利圣地亚哥         | 首名                        | 1個男子參賽名額 1個女子參賽名額  | 秘鲁                                                    | 加拿大                                                        | 2024年世界冲浪运动会结束后，在对应小项大洲资格赛中排名最高的未满额代表团会获得一个名额。 空出的名额会按照排名递补。 |
| 2024年世界冲浪运动会 · 2024年2月22日至3月2日 · 波多黎各阿雷西沃   | 团体首名                    | 1個男子參賽名額 1個女子參賽名額  | 巴西                                                    | 巴西                                                          | 在2024年世界冲浪运动会取得某性别团体冠军的代表团可在相应性别上最多派出3名选手参赛。 空出的名额会按照排名递补。 |
| 2024年世界冲浪运动会 · 2024年2月22日至3月2日 · 波多黎各阿雷西沃   | 男子个人前5名 女子个人前7名 | 6個男子參賽名額 8個女子參賽名額  | 法国 · 秘鲁 · 西班牙 · 印度尼西亚 · 摩洛哥 · 德国       | 巴西 · 西班牙 · 秘鲁 · 葡萄牙 · 德国 · 以色列 · 中国 · 西班牙 | 空出的名额会按照排名递补。 |
| 外卡                                                              | 不適用                      | 1個男子參賽名額 1個女子參賽名額  | 萨尔瓦多                                                | 尼加拉瓜                                                      | 符合外卡申请条件的国家/地区奥委会必须在2024年1月15日前提交提名名单。 空出的外卡名额会按照2024年世界冲浪运动会对应性别短板项目的个人排名递补。                                                                                  |
| 總數                                                              |                             |                                  | 24                                                      | 24                                                            | |

## 参赛代表团
以下是参加冲浪项目的代表团名单：
- （4）
- 巴西（3）
- 加拿大（1）
- 哥斯达黎加（1）
- 中国（1）
- 法国（3）
- 日本（4）
- 墨西哥（1）
- 新西兰（2）
- 秘鲁（1）
- 葡萄牙（1）
- 南非（3）
- 美国（5）

## 赛程
以下是冲浪项目的具体赛程安排：
| R1 | 第一轮 | R2 | 第二轮 | R3 | 第三轮 | ¼ | 四分之一决赛 | ½ | 半决赛 | F | 决赛 |

| 日期→项目↓ | 2024年7月   | 2024年7月   | 2024年7月   | 2024年7月   | 2024年7月   | 2024年8月  | 2024年8月  | 2024年8月  | 2024年8月  | 2024年8月  | 2024年8月  |
| 日期→项目↓ | 27日 （六） | 28日 （日） | 29日 （一） | 30日 （二） | 31日 （三） | 1日 （四） | 2日 （五） | 3日 （六） | 4日 （日） | 5日 （一） | 5日 （一） |
| ---------- | ----------- | ----------- | ----------- | ----------- | ----------- | ---------- | ---------- | ---------- | ---------- | ---------- | ---------- |
| 男子短板   | R1          | R2          | R3          | 延期        | 延期        | ¼          |            | 延期       | 延期       | ½          | F          |
| 女子短板   | R1          | R2          |             | 延期        | 延期        | R3         | ¼          | 延期       | 延期       | ½          | F          |

## 奖牌榜
*   主办国家/地区（法国）
| 排名                | 代表团              | 金牌 | 銀牌 | 銅牌 | 总计 |
| ------------------- | ------------------- | ---- | ---- | ---- | ---- |
| 1                   | 法国（FRA）*        | 1    | 0    | 1    | 2    |
| 2                   | 美国（USA）         | 1    | 0    | 0    | 1    |
| 3                   | 巴西（BRA）         | 0    | 1    | 1    | 2    |
| 4                   | （AUS）             | 0    | 1    | 0    | 1    |
| 总计（共4个代表团） | 总计（共4个代表团） | 2    | 2    | 2    | 6    |

## 奖牌得主
| 項目              | 金牌                        | 银牌                               | 铜牌                            |
| 男子短板 （詳細） | 考利·瓦斯特 · 法国（FRA）   | 杰克·鲁宾逊 · （AUS）              | 加布里埃尔·梅迪纳 · 巴西（BRA） |
| 女子短板 （詳細） | 卡罗琳·马克斯 · 美国（USA） | 塔蒂亚娜·韦斯顿-韦布 · 巴西（BRA） | 若阿娜·德费 · 法国（FRA）       |